# Родово (Поморське воєводство)
Родово (пол. Rodowo) — село в Польщі, у гміні Прабути Квідзинського повіту Поморського воєводства.
Населення — 211 осіб (2011).
У 1975—1998 роках село належало до Ельблонзького воєводства.

## Демографія
Демографічна структура станом на 31 березня 2011 року:
|          | Загалом | Допрацездатний вік | Працездатний вік | Постпрацездатний вік |
| -------- | ------- | ------------------ | ---------------- | -------------------- |
| Чоловіки | 116     | 21                 | 83               | 12                   |
| Жінки    | 95      | 12                 | 62               | 21                   |
| Разом    | 211     | 33                 | 145              | 33                   |